# أندي مكيشران
أندي مكيشران (بالإنجليزية: Andy McEachran)‏ هو لاعب كرة قدم ومدرب كرة قدم بريطاني، ولد في 25 يوليو 1947. لعب مع نادي دمبرتون.